# Resinazione

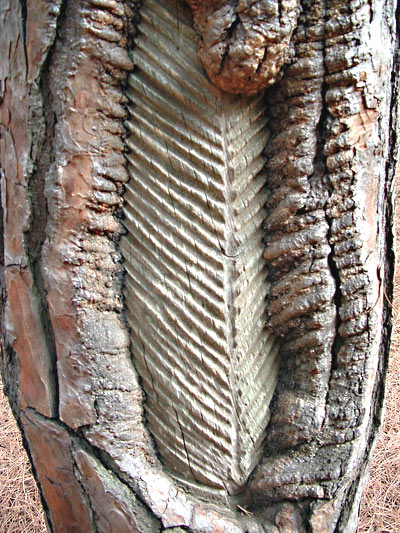
Incisione su un tronco usato in precedenza per la resinazione

La resinazione è il procedimento di estrazione e raccolta della resina mediante tecniche particolari di incisioni, che restano visibili sul tronco. Può essere praticata mediante un procedimento a vita, su piante destinate allo sfruttamento, oppure a morte, apportando 3 o 5 incisioni sullo stesso tronco, sulle piante mature destinate all'abbattimento.